# Neuschenau
Neuschenau ist ein Ortsteil der Stadt Wertingen im schwäbischen Landkreis Dillingen an der Donau. Neuschenau wurde am 1. Juli 1972 als Ortsteil von Hirschbach in die Stadt Wertingen umgegliedert. Die Einöde liegt zwei Kilometer südlich von Hirschbach am Ursprung eines linken Zuflusses des Hohenreicher Mühlbachs. Die Einöde hatte im Dezember 2022 6 Einwohner.

## Geschichte
Der Ort wird um 1285 als „Lustenaw“ erstmals genannt. Der Ort war zeitweise ein Adelssitz,  ein Zweig der Herren von Hohenreichen ist um 1379 nachgewiesen. Ab dem 16. Jahrhundert gehörte Neuschenau zur Herrschaft Wertingen.

## Religion

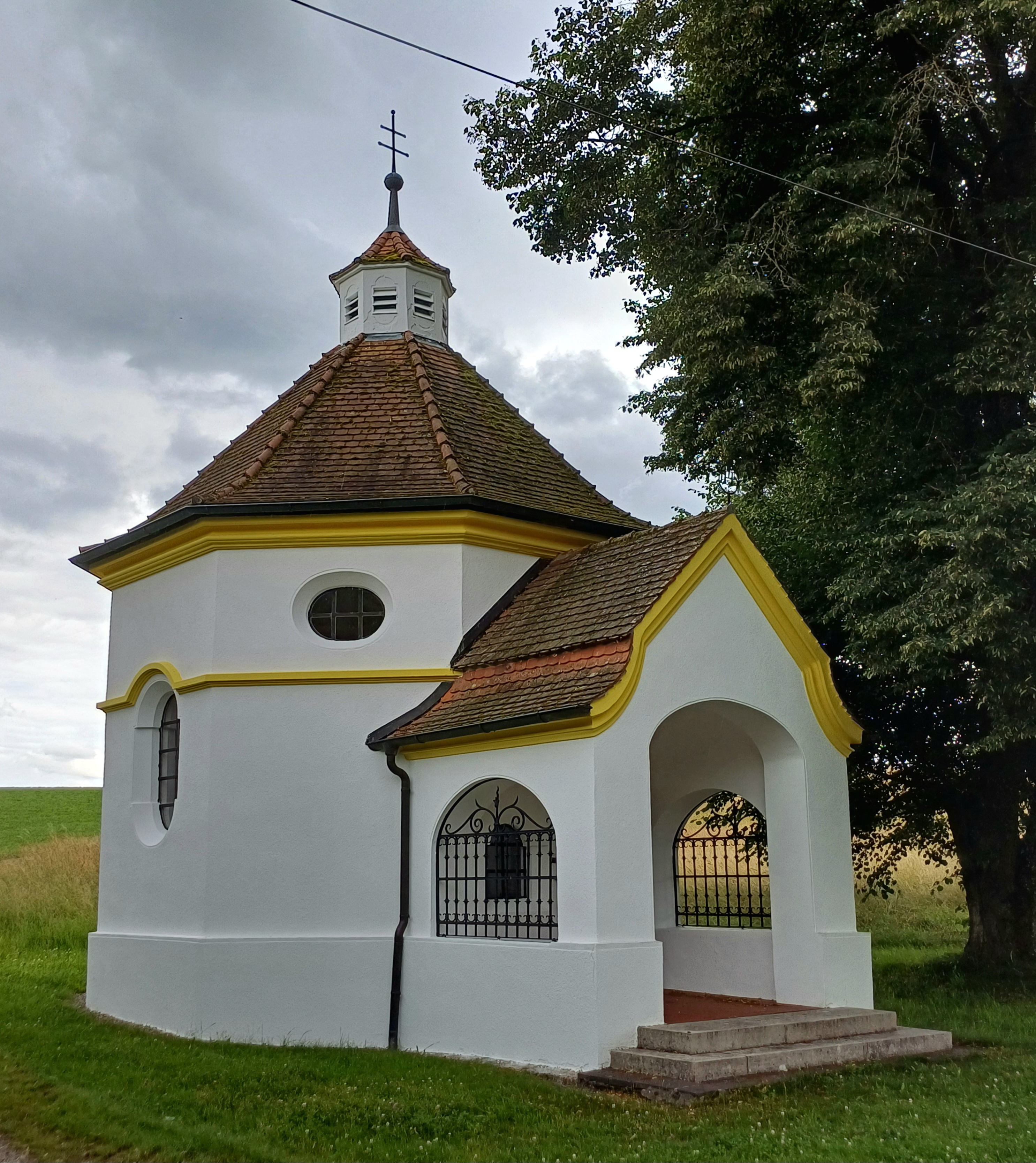
Santa Maria in Re

Neuschenau gehört zur katholischen Pfarrei Prettelshofen. Die katholische Kapelle Sta. Maria in Re ist ein neubarocker Zentralbau über oktogonalem Grundriss aus dem Jahre 1910, das Gnabenbild wurde als Kopie des Bildes der Wallfahrtskirche der Madonna del Sangue geschaffen.
Siehe auch: Liste der Baudenkmäler in Neuschenau